# Картер, Ови
Ови Картер (англ. Ovie Carter; род. 11 марта 1946 года) — американский фотограф и лауреат Пулитцеровской премии за международный репортаж 1975 года. Картер получил награду совместно с корреспондентом Уильямом Малленом за освещение голода в Африке и Индии.

## Биография
Родившийся и выросший в Индианоле Ови Картер по окончании школы поступил в Колледж Форест парк в Сент-Луисе. В 1966 году Картер прошёл службу в Военно-воздушных силах США, а через год продолжил обучение в Школе фотографии Иллинойсского института искусств в Чикаго. Он начал свою профессиональную деятельность в 1969 году, присоединившись к штату редакции Chicago Tribune в качестве лаборанта. Через четыре месяца его повысили до фотографа, основной темой его работ стало освещение жизни в бедных районах Чикаго. Он первым среди фотожурналистов издания стал представлять свои материалы в виде фото-повествования. Так, одной из первых его работ в 1970 году стало фотоэссе о наркомании. Через четыре года он вместе с репортёром Уильямом Малленом отправился в путешествие по голодающим регионам Африки и Индии. Результатом их совместной работы стала серия из пяти статей «Лицо голода», которая в 1975 году принесла авторам Пулитцеровскую премию за международный репортаж. Также снимки Картера для этого проекта победили в профессиональном конкурсе World Press Photo.
В 1992 году социолог Митч Дюнье и Картер опубликовали книгу «Стол Слима: раса, респектабельность и мужественность» (англ. Slim's Table: Race, Respectability, and Masculinity). Через восемь лет они выпустили свою вторую работу — этнографию «Тротуар» (англ. Sidewalk). К моменту выхода фоторепортёра на пенсию в 2004 году Национальная ассоциация темнокожих журналистов отметила Картера званием «Легенды своего времени».

## Награды
Помимо Пулитцеровской премии за международный репортаж (1975) и Награды для фотожурналистов World Press Photo (1974, 1980) за свою карьеру Картер был отмечен:
- Наградой Иллинойсской ассоциации новостных фотографов как лучший фотограф года[2];
- Наградой Эдварда Скотта Бэка[2];
- Премией Клуба зарубежных корреспондентов[англ.][3];
- Наградой Национальной ассоциации темнокожих журналистов[англ.][2].